# Krystyna Strasz
Krystyna Strasz (née Tkaczewska le 24 juillet 1987 à Sosnowiec) est une joueuse de volley-ball polonaise. Elle mesure 1,66 m et joue au poste de libero. Elle totalise 25 sélections en équipe de Pologne.

## Clubs
| Club                 | De        | À         |
| -------------------- | --------- | --------- |
| MKS Dąbrowa Górnicza | 2007-2008 | 2015-2016 |
| ŁKS Łódź             | 2016-2017 | …         |

## Palmarès
- Championnat de Pologne
  - Vainqueur : 2019.
  - Finaliste : 2013, 2018.
- Coupe de Pologne
  - Vainqueur : 2012, 2013.
  - Finaliste : 2018.
- Supercoupe de Pologne
  - Vainqueur : 2012, 2013.
  - Finaliste : 2019.